# Chavanette
Chavanette ist der Name eines Gebirgspasses (Pas de Chavanette) zwischen Champéry (Schweiz) und Avoriaz/Morzine (Frankreich) sowie einer steilen Skipiste auf der Ostseite dieses Passes.

## Passbeschreibung
Der Pas de Chavanette (2144 m ü. M.) ist ein Fussübergang über die Grenzkette der französisch-schweizerischen Voralpen. Er verbindet das Alpgebiet Planachaux–Les Pas (Gemeinde Champéry im Tal Val d'Illiez) im Osten mit dem Alpgebiet Avoriaz (heute als Skistation berühmte Gemeinde Morzine) im Westen. Der Name stammt von der Alp Chavanette, die 300 Meter unter dem Pass auf der Westseite liegt.
Im Winter ist der Pass einer der Übergangspunkte zwischen den französischen und den Schweizer Teilen des grenzüberschreitenden Skigebietes Portes du Soleil. Er wird mit zwei parallelen Skiliften auf der Westseite und einer Sesselbahn auf der Ostseite bedient.

## Beschreibung der Skipiste
Die Chavanette (auch "Mur de Chavanette" oder "Schweizer Wand" genannt) ist eine Buckelpiste auf der Ostseite des Pas de Chavanette im Skigebiet Champéry/Portes du Soleil. Sie ist berüchtigt für ihre Schwierigkeit (80 % Durchschnittshangneigung im oberen Teil, wegen Steilheit mit Pistenfahrzeugen nicht präparierbar, auch mit Seilwinden wäre es zu steil. An einigen Stellen liegt die Steigung auch über 100 %). Weniger geübte Skifahrer, die den Übergang am Pas de Chavanette benutzen, fahren auf der Ostseite mit der Sesselbahn hinunter.
Der Einstieg in die Chavanett ist der kritische Punkt. Durch das Abrutschen entsteht dort eine sehr steile ein bis zwei Meter tiefe Stufe. Danach folgt eine sehr steile Buckelpiste, auf der man nur sehr schwer einen Rhythmus finden kann, da viele Buckel durch das Abrutschen sehr steil geformt sind. Wie man leicht selber beobachten kann, sind die meisten Skifahrer mit dieser Piste überfordert.
- Startpunkt: Pas de Chavanette (2144 m ü. M.)
- Zielpunkt: Les Pas (1820 m ü. M.)
- Höhenunterschied: 324 Meter
- Länge: 1000 Meter